# Football Club Lugano 2013-2014
Questa voce raccoglie le informazioni riguardanti il Football Club Lugano nelle competizioni ufficiali della stagione 2013-2014.

## Stagione
Nella stagione 2013-2014 il Lugano, allenato da Sandro Salvioni e Livio Bordoli, concluse il campionato di Challenge League al 2º posto. In Coppa Svizzera il Lugano fu eliminato al secondo turno dal San Gallo.

## Rosa
| N. |                                 | Ruolo | Calciatore           |
| -- | ------------------------------- | ----- | -------------------- |
| 1  | Svizzera (bandiera)             | P     | Alessio Bellante     |
| 2  | Kosovo (bandiera)               | D     | Denis Markaj         |
| 3  | Bosnia ed Erzegovina (bandiera) | D     | Mladen Skoric        |
| 4  | Svizzera (bandiera)             | C     | David Forzano        |
| 5  | Brasile (bandiera)              | C     | Everton Luiz         |
| 6  | Italia (bandiera)               | D     | Orlando Urbano       |
| 7  | Svizzera (bandiera)             | C     | Gëzim Shalaj         |
| 8  | Croazia (bandiera)              | D     | Marko Bašić          |
| 9  | Serbia (bandiera)               | A     | Bojan Dubajić        |
| 10 | Svizzera (bandiera)             | C     | Mattia Bottani       |
| 11 | Svizzera (bandiera)             | A     | Salvatore Guarino    |
| 14 | Uruguay (bandiera)              | C     | Jonathan Sabbatini   |
| 15 | Slovenia (bandiera)             | C     | Dino Martinovič      |
| 16 | Serbia (bandiera)               | C     | Nikola Milosavljević |
| 17 | Svizzera (bandiera)             | C     | Matteo Tosetti       |
| 18 | Svizzera (bandiera)             | P     | Hrvoje Bukovski      |
| 19 | Svizzera (bandiera)             | C     | Antoine Rey          |

| N. |                               | Ruolo | Calciatore          |
| -- | ----------------------------- | ----- | ------------------- |
| 20 | Svizzera (bandiera)           | C     | Erwin Blattner      |
| 20 | Macedonia del Nord (bandiera) | A     | Orhan Mustafi       |
| 21 | Brasile (bandiera)            | A     | Rafael da Silva     |
| 22 | Svizzera (bandiera)           | D     | Daniel Maffi        |
| 23 | Svizzera (bandiera)           | C     | Stéphane Garcia     |
| 24 | Svizzera (bandiera)           | D     | Leandro Di Gregorio |
| 25 | Svizzera (bandiera)           | D     | Christian Schlauri  |
| 26 | Svizzera (bandiera)           | D     | Patrick Cazzaniga   |
| 27 | Svizzera (bandiera)           | C     | Simone Cappellari   |
| 27 | Italia (bandiera)             | C     | Luca Spini          |
| 27 | Italia (bandiera)             | A     | Davide De Bernardi  |
| 28 | Svizzera (bandiera)           | C     | Luca Quadri         |
| 29 | Svizzera (bandiera)           | A     | Gianluca Santillo   |
| 30 | Italia (bandiera)             | P     | Francesco Russo     |
| 32 | Svizzera (bandiera)           | D     | Martino Borghese    |
|    | Francia (bandiera)            | A     | Arnaud De Souza     |

## Organigramma societario
Area direttiva
- Presidente: Angelo Renzetti

Area organizzativa
- Team manager: Simone Bianchi
- Magazziniere: Flavio Lodigiani

Area tecnica
- Allenatore: Sandro Salvioni, Livio Bordoli
- Allenatore in seconda: Enrico Morinini
- Preparatore dei portieri: Luca Redaelli
- Preparatore/i atletico/i: Roberto Ghielmetti
- Collaboratore tecnico: Gianluca Dormiente

Area sanitaria
- Responsabile:
- Medici sociali: Maurizio Ponti, Michele Bianchi, Cristiano Bernasconi e Bruno Capelli
- Massaggiatori: Maurizio Monza

## Calciomercato

### Sessione estiva
| Acquisti | Acquisti           | Acquisti        | Acquisti |
| R.       | Nome               | da              | Modalità |
| -------- | ------------------ | --------------- | -------- |
| C        | Luca Spini         | Bellinzona      |          |
| A        | Bojan Dubajić      | Inđija          |          |
| A        | Salvatore Guarino  | Rapperswil-Jona |          |
| D        | Christian Schlauri | Servette        |          |
| C        | Matteo Tosetti     | Wohlen          |          |
| C        | Brahima Touré      | Locarno         |          |

| Cessioni | Cessioni             | Cessioni        | Cessioni |
| R.       | Nome                 | a               | Modalità |
| -------- | -------------------- | --------------- | -------- |
| C        | Luca Baldo           | Renate          |          |
| C        | Carlos da Silva      | Rapperswil-Jona |          |
| D        | Adriano De Pierro    | Losanna         |          |
| C        | Diego Lorenzi        | Mirassol        |          |
| A        | Juan Eduardo Lescano | Enisej          |          |
| D        | Denis Markaj         | Bellinzona      |          |
| D        | Daniele Russo        | San Gallo       |          |
| D        | Kiliann Witschi      | Neuchâtel Xamax |          |

### Sessione invernale
| Acquisti | Acquisti            | Acquisti    | Acquisti |
| R.       | Nome                | da          | Modalità |
| -------- | ------------------- | ----------- | -------- |
| D        | Leandro Di Gregorio | Zurigo      |          |
| C        | Dino Martinovič     | Paganese    |          |
| A        | Orhan Mustafi       | Ross County |          |
| D        | Martino Borghese    | Spezia      |          |
| P        | Hrvoje Bukovski     | Brühl       |          |

| Cessioni | Cessioni        | Cessioni  | Cessioni |
| R.       | Nome            | a         | Modalità |
| -------- | --------------- | --------- | -------- |
| A        | Bebeto          | Kecskemét |          |
| C        | Brahima Touré   | Kecskemét |          |
| C        | Silvan Aegerter | Münsingen |          |
| P        | Pajtim Badalli  | Teuta     |          |
| A        | Armando Sadiku  | Zurigo    |          |

## Risultati

### Challenge League

#### Prima fase, girone di andata
| Arbitro: | Superczynski |

|                        |           |               |
| Urbano 32’ Bottani 73’ | Marcatori | 84’ Tahirović |

| Arbitro: | Jancevski |

|                          |           |                                               |
| Frontino 47’ Rossini 89’ | Marcatori | 42’ Everton Luiz 72’, 74’ da Silva 79’ Shalaj |

| Arbitro: | Huwiler |

|             |           |           |
| Forzano 49’ | Marcatori | 3’ Osmani |

| Arbitro: | Pache |

|           |           |                    |
| Paiva 79’ | Marcatori | 88’ (rig.) Dubajić |

| Lugano 11 agosto 2013, ore 19:00 CEST 5ª giornata | Lugano    | 0 – 0 referto | Chiasso | Stadio di Cornaredo (3 117 spett.)\| Arbitro: \| Jaccottet \| |
| Arbitro:                                          | Jaccottet |               |         |                                                               |

| Arbitro: | Amhof |

|  |           |                                                |
|  | Marcatori | 44’ (rig.) Kuzmanovic 60’ Bengondo 68’ Aratore |

| Arbitro: | Schärer |

|                                      |           |             |
| Tréand 17’, 43’ Bua 52’ Cespedes 90’ | Marcatori | 41’ Bottani |

| Arbitro: | San |

|  |           |                        |
|  | Marcatori | 22’ Paçarizi 48’ Buess |

| Arbitro: | Amhof |

|                     |           |            |
| Neumayr 8’ Sara 88’ | Marcatori | 33’ Sadiku |

#### Prima fase, girone di ritorno
| Arbitro: | Bieri |

|  |           |                 |
|  | Marcatori | 38’, 88’ Tréand |

| Locarno 6 ottobre 2013, ore 16:00 CEST 11ª giornata | Locarno | 0 – 0 referto | Lugano | Stadio Lido (1 130 spett.)\| Arbitro: \| Studer \| |
| Arbitro:                                            | Studer  |               |        |                                                    |

| Arbitro: | Schärer |

|                                      |           |                          |
| Aratore 5’ Sereinig 10’ Bengondo 66’ | Marcatori | 34’ Sabbatini 65’ Sadiku |

| Arbitro: | Jancevski |

|                                   |           |                     |
| Sadiku 27’, 44’ (rig.) Markaj 62’ | Marcatori | 45’ (rig.) Frontino |

| Arbitro: | Fähndrich |

|                              |           |           |
| Sadiku 72’ Pnishi 74’ (aut.) | Marcatori | 88’ Paiva |

| Arbitro: | Studer |

|                |           |                              |
| Ciarrocchi 80’ | Marcatori | 12’ Sadiku 62’, 87’ da Silva |

| Lugano 1º dicembre 2013, ore 16:00 CET 16ª giornata | Lugano | 0 – 0 referto | Vaduz | Stadio di Cornaredo (1 748 spett.)\| Arbitro: \| Dosari \| |
| Arbitro:                                            | Dosari |               |       |                                                            |

| Arbitro: | Superczynski |

|             |           |                                     |
| Morello 12’ | Marcatori | 40’ Urbano 72’ Sabbatini 90’ Markaj |

| Arbitro: | Huwiler |

|            |           |                        |
| Muslin 89’ | Marcatori | 18’ Dubajić 69’ Urbano |

#### Seconda fase, girone di andata
| Arbitro: | Klossner |

|                         |           |  |
| Schürpf 7’ Cecchini 38’ | Marcatori |  |

| Arbitro: | Schnyder |

|           |           |                                              |
| Urbano 5’ | Marcatori | 31’ Holenstein 48’ Audino 80’, 82’ Tabaković |

| Arbitro: | Jancevski |

|  |           |                          |
|  | Marcatori | 16’ Tosetti 58’ da Silva |

| Arbitro: | Superczynski |

|            |           |  |
| Urbano 56’ | Marcatori |  |

| Arbitro: | Gut |

|                          |           |              |
| Magnetti 16’ Reclari 68’ | Marcatori | 22’ da Silva |

| Arbitro: | Fähndrich |

|                                           |           |                                                    |
| Sabbatini 42’, 73’ Markaj 48’ Tosetti 51’ | Marcatori | 20’ Sejmenović 38’ Salamand 53’ Zangger 90’ Safari |

| Arbitro: | Jaccottet |

|                                 |           |  |
| Tosetti 32’ da Silva 72’ (rig.) | Marcatori |  |

| Arbitro: | San |

|  |           |                  |
|  | Marcatori | 64’ Everton Luiz |

| Arbitro: | Schärer |

|                              |           |                                  |
| Bottani 17’ Everton Luiz 58’ | Marcatori | 19’ Zarković 22’ (rig.) Paçarizi |

#### Seconda fase, girone di ritorno
| Arbitro: | Schnyder |

|                     |           |                          |
| Salamand 29’ (rig.) | Marcatori | 4’ Sabbatini 76’ Guarino |

| Arbitro: | Fähndrich |

|  |           |               |
|  | Marcatori | 47’ Sabbatini |

| Arbitro: | Jancevski |

|                       |           |           |
| Bašić 14’ Guarino 72’ | Marcatori | 67’ Thaqi |

| Arbitro: | Erlachner |

|  |           |           |
|  | Marcatori | 83’ Bašić |

| Arbitro: | Bieri |

|                          |           |  |
| da Silva 13’ Bottani 52’ | Marcatori |  |

| Arbitro: | Klossner |

|                   |           |             |
| Rey 52’ Bašić 69’ | Marcatori | 55’ Rossini |

| Arbitro: | Schnyder |

|            |           |  |
| Doumbia 7’ | Marcatori |  |

| Arbitro: | Hänni |

|  |           |                                   |
|  | Marcatori | 5’ da Silva 32’ Bašić 89’ Tosetti |

| Arbitro: | Gut |

|                                   |           |                         |
| Urbano 37’ Borghese 90’ Bašić 90’ | Marcatori | 28’ Hasler 73’ Maccoppi |

### Coppa Svizzera
| Arbitro: | Stephan Studer |

|                  |           |                                            |
| Marco Delley 20’ | Marcatori | 7’ Dubajić 54’ Sabbatini 87’, 89’ Santillo |

| Arbitro: | Pascal Erlachner |

|            |           |                                                 |
| Sadiku 84’ | Marcatori | 7’ Vitkieviez 22’ (aut.) Aegerter 27’ Karanović |

## Statistiche

### Statistiche di squadra
| Competizione     | Punti | In casa | In casa | In casa | In casa | In casa | In casa | In trasferta | In trasferta | In trasferta | In trasferta | In trasferta | In trasferta | Totale | Totale | Totale | Totale | Totale | Totale | DR  |
| Competizione     | Punti | G       | V       | N       | P       | Gf      | Gs      | G            | V            | N            | P            | Gf           | Gs           | G      | V      | N      | P      | Gf     | Gs     | DR  |
| ---------------- | ----- | ------- | ------- | ------- | ------- | ------- | ------- | ------------ | ------------ | ------------ | ------------ | ------------ | ------------ | ------ | ------ | ------ | ------ | ------ | ------ | --- |
| Challenge League | 64    | 18      | 9       | 5       | 4       | 27      | 25      | 18           | 10           | 2            | 6            | 28           | 21           | 36     | 19     | 7      | 10     | 55     | 46     | +9  |
| Coppa Svizzera   | -     | 1       | 0       | 0       | 1       | 1       | 3       | 1            | 1            | 0            | 0            | 4            | 1            | 2      | 1      | 0      | 1      | 5      | 4      | +1  |
| Totale           | 64    | 19      | 9       | 5       | 5       | 28      | 28      | 19           | 11           | 2            | 6            | 32           | 22           | 38     | 20     | 7      | 11     | 60     | 50     | +10 |

### Andamento in campionato
| Giornata  | 1 | 2 | 3 | 4 | 5 | 6 | 7 | 8 | 9 | 10 | 11 | 12 | 13 | 14 | 15 | 16 | 17 | 18 | 19 | 20 | 21 | 22 | 23 | 24 | 25 | 26 | 27 | 28 | 29 | 30 | 31 | 32 | 33 | 34 | 35 | 36 |
| --------- | - | - | - | - | - | - | - | - | - | -- | -- | -- | -- | -- | -- | -- | -- | -- | -- | -- | -- | -- | -- | -- | -- | -- | -- | -- | -- | -- | -- | -- | -- | -- | -- | -- |
| Luogo     | C | T | C | T | C | C | T | C | T | C  | T  | T  | C  | C  | T  | C  | T  | T  | T  | C  | T  | C  | T  | C  | C  | T  | C  | T  | T  | C  | T  | C  | C  | T  | T  | C  |
| Risultato | V | V | N | N | N | P | P | P | P | P  | N  | P  | V  | V  | V  | N  | V  | V  | P  | P  | V  | V  | P  | N  | V  | V  | N  | V  | V  | V  | V  | V  | V  | P  | V  | V  |
| Posizione | 2 | 1 | 1 | 2 | 4 | 5 | 7 | 8 | 8 | 8  | 8  | 8  | 7  | 7  | 7  | 7  | 6  | 6  | 6  | 6  | 6  | 6  | 6  | 6  | 6  | 5  | 5  | 5  | 5  | 5  | 4  | 4  | 2  | 4  | 2  | 2  |

Legenda:

Luogo: C = Casa; T = Trasferta. Risultato: V = Vittoria; N = Pareggio; P = Sconfitta.

### Statistiche dei giocatori
| S. Aegerter      | 10 | 0 | 0  | 0 |
| P. Badalli       | 0  | 0 | 0  | 0 |
| M. Bašić         | 34 | 5 | 5  | 0 |
| A. Bellante      | 0  | 0 | 0  | 0 |
| E. Blattner      | 2  | 0 | 0  | 1 |
| M. Borghese      | 11 | 1 | 3  | 0 |
| M. Bottani       | 23 | 4 | 3  | 0 |
| H. Bukovski      | 0  | 0 | 0  | 0 |
| S. Cappellari    | 0  | 0 | 0  | 0 |
| P. Cazzaniga     | 1  | 0 | 0  | 0 |
| D. De Bernardi   | 0  | 0 | 0  | 0 |
| A. De Souza      | 0  | 0 | 0  | 0 |
| L. Di Gregorio   | 8  | 0 | 0  | 0 |
| B. Dubajić       | 24 | 2 | 4  | 1 |
| D. Forzano       | 18 | 1 | 1  | 1 |
| S. Garcia        | 5  | 0 | 1  | 0 |
| S. Guarino       | 24 | 2 | 1  | 0 |
| D. Maffi         | 27 | 0 | 6  | 1 |
| D. Markaj        | 24 | 3 | 4  | 0 |
| D. Martinovič    | 5  | 0 | 0  | 0 |
| N. Milosavljević | 0  | 0 | 0  | 0 |
| O. Mustafi       | 8  | 0 | 1  | 0 |
| L. Quadri        | 0  | 0 | 0  | 0 |
| A. Rey           | 32 | 1 | 5  | 1 |
| F. Russo         | 36 | 0 | 1  | 0 |
| J. Sabbatini     | 32 | 6 | 6  | 0 |
| A. Sadiku        | 11 | 6 | 1  | 0 |
| G. Santillo      | 12 | 0 | 1  | 0 |
| C. Schlauri      | 4  | 0 | 1  | 0 |
| G. Shalaj        | 26 | 1 | 4  | 1 |
| R. Silva         | 26 | 9 | 9  | 1 |
| M. Skoric        | 0  | 0 | 0  | 0 |
| L. Spini         | 1  | 0 | 0  | 0 |
| M. Tosetti       | 34 | 4 | 6  | 1 |
| O. Urbano        | 33 | 6 | 7  | 2 |
| E. Everton Luiz  | 28 | 3 | 15 | 1 |